# صفحة الكود
في الحوسبة، تُشير صفحة الكود إلى ترميز المحارف، وبالتالي فهي تمثل ارتباطًا محددًا بين مجموعة من المحارف القابلة للطباعة ومحارف التحكم مع أرقام فريدة. وعادةً ما يُمثّل كل رقم القيمة الثنائية في بايت واحد. (في بعض السياقات تُستخدم هذه المصطلحات بدقة أكبر).
نشأ مصطلح "صفحة الرموز" من أنظمة الحواسيب المركزية لدى آي بي إم المبنية على كود التبادل الموسع للترميز العشري الثنائي، إلا أن شركات مثل مايكروسوفت، ساب، وأوراكل من بين البائعين الذين يستخدمون هذا المصطلح. وتُعرّف غالبية الشركات ترميزات المحارف الخاصة بها باستخدام أسماء. ولكن عندما توجد وفرة من ترميزات المحارف (كما هو الحال في آي بي إم)، يكون من المناسب تمييزها باستخدام أرقام. في الأصل، كانت أرقام صفحات الرموز تشير إلى ترقيم الصفحات في دليل ترميزات المحارف القياسي من IBM، وهو ما لم يعد صحيحًا منذ فترة طويلة. الشركات التي تستخدم نظام صفحات الرموز تُخصص رقم صفحة خاص بها لترميز المحارف، حتى لو كان معروفًا باسم آخر؛ فعلى سبيل المثال، تم تخصيص الترميز صيغة التحويل الموحد-8 الرقم 1208 لدى IBM، و65001 لدى مايكروسوفت، و4110 لدى SAP.
تستخدم هيوليت-باكارد مفهومًا مشابهًا في نظام التشغيل الخاص بها إتش بي - يو إكس وفي بروتوكول لغة أوامر الطابعة (PCL) الخاص بالطابعات (سواءً كانت من HP أو غيرها). ومع ذلك، تختلف المصطلحات: ما يُسميه الآخرون "مجموعة محارف"، تُسميه HP "مجموعة رموز"، وما تُسميه آي بي إم أو مايكروسوفت "صفحة رموز"، تُسميه HP "رمز مجموعة الرموز". وقد طورت إتش بي سلسلة من مجموعات الرموز، لكل منها رمز مجموعة رموز خاص بها، لترميز كل من ترميزات المحارف الخاصة بها وتلك الخاصة بموردين آخرين.
وقد أدت كثرة ترميزات المحارف إلى أن توصي العديد من الشركات باستخدام الترميز الموحد.

## نظام ترقيم صفحات الرموز
قدمت شركة آي بي إم مفهوم تخصيص رقم فريد عالميًا مكوّن من 16 بت لكل ترميز محارف قد تتعامل معه أنظمة الحواسيب أو مجموعة من الأنظمة. ويظهر أصل هذا النظام في أن أصغر الأرقام (الأولى) تم تخصيصها لاختلافات ترميز EBCDIC الخاص بشركة IBM، بينما تم تخصيص أرقام أكبر قليلًا لاختلافات ترميز آسكي الموسع المستخدم في أجهزة الحاسوب الشخصية الخاصة بها.
مع إصدار آي بي إم دوس الإصدار 3.3 (وكذلك إم إس-دوس 3.3 المشابه له إلى حد كبير)، قدمت IBM نظام ترقيم صفحات الرموز لمستخدمي الحاسوب الشخصي، حيث استُخدمت أرقام صفحات الرموز (ومصطلح "صفحة الرموز") في أوامر جديدة تتيح تحديد ترميز المحارف المستخدم في جميع أجزاء نظام التشغيل بشكل منهجي.

أرقام صفحات الرموز من IBM (CPGIDs وCCSIDs) المستخدمة لترميزات اللغات الصينية واليابانية والكورية (CJK). تختلف استخدامات Microsoft لأرقام صفحات الرموز لتلك الترميزات، ويُذكر ذلك بين أقواس عند الاقتضاء.

بعد توقف التعاون بين ىي بي إم ومايكروسوفت في التسعينيات، أصبحت كل شركة تحافظ على قائمتها الخاصة بأرقام صفحات الرموز المخصصة بشكل مستقل، مما أدى إلى وجود بعض التخصيصات المتضاربة. كما أن بعض الشركات الأخرى مثل أوراكل لديها قائمتها الخاصة المختلفة من التخصيصات الرقمية. تُدرج تخصيصات آي بي إم الحالية في مستودع CCSID الخاص بها، بينما تُوثّق تخصيصات مايكروسوفت ضمن شبكة مطوري مايكروسوفت. بالإضافة إلى ذلك، يمكن العثور على قائمة بأسماء وصفات اختصارات IANA (أيانا) التقريبية لصفحات الرموز المثبتة على أي جهاز يعمل بنظام ويندوز في سجل النظام (Registry) لذلك الجهاز، ويُستخدم هذا من قبل برامج Microsoft مثل إنترنت إكسبلورر.
معظم صفحات الرموز المعروفة (باستثناء تلك الخاصة بلغات حروف شرق آسيا واللغة الفيتنامية) تُلائم جميع رموزها ضمن 8 بت، ولا تتضمن أكثر من ربط كل رمز محرف بشخصية واحدة؛ كما أنها لا تستخدم تقنيات مثل المحارف المركبة أو النصوص المعقدة.
يعتمد وضع النص في أجهزة العرض الرسومية القياسية (وضع النص المتوافق مع VGA) لأجهزة الحاسوب على استخدام صفحة رموز من 8 بت، رغم إمكانية استخدام صفحتين في آنٍ واحد مع بعض التضحية بعمق الألوان، ويمكن تخزين حتى ثماني صفحات في بطاقة الرسوميات لتسهيل التبديل بينها. وكان هناك مجموعة من خطوط صفحات الرموز من طرف ثالث يمكن تحميلها إلى مثل هذا العتاد. ومع ذلك، أصبح من الشائع الآن أن توفر أنظمة التشغيل ترميزات المحارف وأنظمة العرض الخاصة بها التي تعمل في وضع الرسومات وتتجاوز هذا القيد المادي تمامًا. ومع ذلك، لا يزال نظام الإشارة إلى ترميزات المحارف باستخدام رقم صفحة رموز معمولًا به، كبديل فعّال عن المعرفات النصية مثل تلك التي تحددها IETF وIANA للاستخدام في بروتوكولات متعددة مثل البريد الإلكتروني وصفحات الويب.

### العلاقة مع أسكي
أغلب صفحات الرموز المستخدمة حاليًا هي امتدادات لترميز أسكي، وهو ترميز مكوّن من 7 بت يُمثّل 128 رمزًا بين رموز تحكم ومحارف قابلة للطباعة. في الماضي، كانت تطبيقات ASCII ذات 8 بت تُبقي البت الأعلى صفريًا أو تستخدمه كـبت التكافؤ أثناء نقل البيانات عبر الشبكات. وعند إتاحة استخدام البت الأعلى لتمثيل المحارف، أصبح بالإمكان تمثيل 256 رمزًا. وقد استخدم معظم البائعين (بمن فيهم IBM) هذا النطاق الموسع لترميز المحارف المستخدمة في لغات مختلفة والعناصر الرسومية التي تتيح محاكاة الرسومات البدائية على الأجهزة التي تُخرج نصًا فقط. ولم يكن هناك معيار رسمي لهذه "مجموعات المحارف الموسعة لأسكي"، ولذلك أشار إليها البائعون على أنها صفحات رموز، كما كانت IBM تفعل مع نسخ EBCDIC المختلفة.

### العلاقة مع يونيكود
يُعد يونيكود محاولة لتضمين جميع المحارف من جميع اللغات البشرية المستخدمة حاليًا وتاريخيًا ضمن مجموعة واحدة من الرموز (ما يعادل فعليًا صفحة رموز واحدة كبيرة)، مما يُلغي الحاجة إلى التمييز بين صفحات الرموز المختلفة عند التعامل مع النصوص المخزّنة رقميًا. ويحاول يونيكود الحفاظ على التوافق العكسي مع العديد من صفحات الرموز القديمة، حيث قام بنسخ بعض الصفحات كما هي في عملية التصميم. وكان أحد أهداف يونيكود المعلنة هو السماح بتحويل النصوص ذهابًا وإيابًا بين جميع صفحات الرموز القديمة الشائعة، رغم أن هذا الهدف لم يتحقق دائمًا.
وقد قامت بعض الشركات مثل آي بي إم ومايكروسوفت، بتخصيص أرقام صفحات رموز لترميزات يونيكود بطريقة تبدو قديمة، وذلك بهدف استخدام رقم صفحة الرموز كبيانات وصفية لتحديد خوارزمية فك الترميز المناسبة عند التعامل مع بيانات مخزنة بشكل ثنائي.

## IBM code pages

### صفحات الرموز المبنية على EBCDIC
تُستخدم هذه الصفحات من قبل شركة IBM ضمن مجموعات محارف EBCDIC الخاصة بها والموجهة للحواسيب المركزية.
- 1 – الولايات المتحدة الأمريكية (معالجة نصوص، الأصلية)
- 2 – الولايات المتحدة الأمريكية
- 3 – الولايات المتحدة الأمريكية (محاسبة، الإصدار A)
- 4 – الولايات المتحدة الأمريكية
- 5 – الولايات المتحدة الأمريكية
- 6 – أمريكا اللاتينية
- 7 – ألمانيا الغربية / النمسا
- 8 – ألمانيا الغربية
- 9 – فرنسا، بلجيكا
- 10 – كندا (الإنجليزية)
- 11 – كندا (الفرنسية)
- 12 – إيطاليا
- 13 – هولندا
- 14 – إسبانيا
- 15 – سويسرا (الفرنسية)
- 16 – سويسرا (الفرنسية / الألمانية)
- 17 – سويسرا (الألمانية)
- 18 – السويد / فنلندا
- 19 – السويد / فنلندا (معالجة نصوص، الإصدار 2)
- 20 – الدنمارك / النرويج
- 21 – البرازيل
- 22 – البرتغال
- 23 – المملكة المتحدة
- 24 – المملكة المتحدة
- 25 – اليابان (لاتيني)
- 26 – اليابان (لاتيني)
- 27 – اليونان (لاتيني)
- 29 – آيسلندا
- 30 – تركيا
- 31 – جنوب أفريقيا
- 32 – تشيكوسلوفاكيا (التشيكية / السلوفاكية)
- 33 – تشيكوسلوفاكيا
- 34 – تشيكوسلوفاكيا
- 35 – رومانيا
- 36 – رومانيا
- 37 – الولايات المتحدة / كندا - CECP (نفسه مع اليورو: 1140)
- 37-2 – صفحة رموز APL الحقيقية 3279، كما استخدمت بواسطة C/370. تشبه إلى حد كبير 1047، باستثناء علامة الإقحام وعلامة النفي المعكوسة. غير معترف بها رسميًا من IBM، رغم أن SHARE أشار إلى وجودها.[14]
- 38 – الولايات المتحدة الأمريكية ASCII
- 39 – المملكة المتحدة / إسرائيل
- 40 – المملكة المتحدة
- 251 – الصين
- 252 – بولندا
- 254 – المجر
- 256 – دولي #1 (استُبدلت بـ 500)
- 257 – دولي #2
- 258 – دولي #3
- 259 – رموز، المجموعة 7
- 260 – الكندية الفرنسية - 116
- 264 – سكة طباعة & معالجة نصوص موسعة
- 273 – ألمانيا الغربية / النمسا - CECP (نفسه مع اليورو: 1141)
- 274 – صفحة الرموز القديمة لبلجيكا
- 275 – البرازيل - CECP
- 276 – كندا (فرنسي) - 94
- 277 – الدنمارك، النرويج - CECP (نفسه مع اليورو: 1142)
- 278 – فنلندا، السويد - CECP (نفسه مع اليورو: 1143)
- 279 – الفرنسية - 94[14]
- 280 – إيطاليا - CECP (نفسه مع اليورو: 1144)
- 281 – اليابان (لاتيني) - CECP
- 282 – البرتغال - CECP
- 283 – إسبانيا - 190[14]
- 284 – إسبانيا / أمريكا اللاتينية - CECP (نفسه مع اليورو: 1145)
- 285 – المملكة المتحدة - CECP (نفسه مع اليورو: 1146)
- 286 – النمسا / ألمانيا الغربية (بديل)
- 287 – الدنمارك / النرويج (بديل)
- 288 – فنلندا / السويد (بديل)
- 289 – إسبانيا (بديل)
- 290 – اليابانية (كاتاكانا) الموسعة
- 293 – APL
- 297 – فرنسا (نفسه مع اليورو: 1147)[14]
- 298 – اليابان (كاتاكانا)
- 300 – اليابان (كانجي) DBCS (لـ JIS X 0213)
- 310 – APL/TN مع هروب رسومي
- 320 – المجر
- 321 – يوغوسلافيا
- 322 – تركيا
- 330 – دولي #4
- 340 – EBCDIC، التعرف الضوئي على الحروف (مثل 893، استُبدلت بـ 892 و893)
- 351 – GDDM الافتراضي
- 352 – خيار الطباعة والنشر
- 353 – BCDIC-A
- 354 – BCDIC-B
- 355 – خيار المعيار PTTC/BCD
- 357 – خيار H لـ PTTC/BCD
- 358 – خيار المراسلات PTTC/BCD
- 359 – خيار الحروف الموحدة PTTC/BCD
- 360 – خيار الحروف الثنائية PTTC/BCD
- 361 – EBCDIC للنشر الدولي
- 363 – رموز، المجموعة 8
- 382 – EBCDIC للنشر (النمسا، ألمانيا الغربية - بديل)
- 383 – EBCDIC للنشر بلجيكا
- 384 – EBCDIC للنشر البرازيل
- 385 – EBCDIC للنشر كندا (الفرنسية)
- 386 – EBCDIC للنشر الدنمارك، النرويج
- 387 – EBCDIC للنشر فنلندا، السويد
- 388 – EBCDIC للنشر فرنسا
- 389 – EBCDIC للنشر إيطاليا
- 390 – EBCDIC للنشر اليابان (لاتيني)
- 391 – EBCDIC للنشر البرتغال
- 392 – EBCDIC للنشر إسبانيا، الفلبين
- 393 – EBCDIC للنشر أمريكا اللاتينية (الناطقة بالإسبانية)
- 394 – EBCDIC للنشر الصين (هونغ كونغ)، المملكة المتحدة، أيرلندا
- 395 – EBCDIC للنشر أستراليا، نيوزيلندا، الولايات المتحدة، كندا (الإنجليزية)
- 396 – إضافات BookMaster
- 410 – السيريلية (المراجعات: 880، 1025، 1154)
- 420 – العربية
- 421 – المغرب / الفرنسية
- 423 – اليونانية (استُبدلت بـ 875)
- 424 – العبرية (رمز النشرة)
- 425 – العربية / اللاتينية لنظام OS/390 Open Edition
- 435 – Teletext متشابه الشكل
- 500 – دولي #5 (ECECP؛ استبدلت 256) (نفسه مع اليورو: 1148)
- 803 – مجموعة الحروف العبرية A (الرمز القديم)
- 829 – رموز الرياضيات - النشر
- 830 – تنسيق الرياضيات
- 831 – البرتغال (بديل) (نفسه مثل 37)
- 833 – الكورية الموسعة (SBCS)
- 834 – الكورية (الهانغول KSC5601؛ DBCS مع رموز معرفة من المستخدم)
- 835 – الصينية التقليدية DBCS
- 836 – الصينية المبسطة الموسعة
- 837 – الصينية المبسطة DBCS
- 838 – التايلاندية مع العلامات المنخفضة والحروف المُشكّلة (نفسه مع اليورو: 1160)
- 839 – التايلاندية DBCS
- 870 – اللاتينية 2 (نفسه مع اليورو: 1153) (مراجعة: 1110)
- 871 – آيسلندا (نفسه مع اليورو: 1149)[14]
- 875 – اليونانية (استبدلت 423)
- 880 – السيريلية (مراجعة لـ 410) (المراجعات: 1025، 1154)
- 881 – الولايات المتحدة - نظام الرسوميات 5080
- 882 – المملكة المتحدة - نظام الرسوميات 5080
- 883 – السويد - نظام الرسوميات 5080
- 884 – ألمانيا - نظام الرسوميات 5080
- 885 – فرنسا - نظام الرسوميات 5080
- 886 – إيطاليا - نظام الرسوميات 5080
- 887 – اليابان - نظام الرسوميات 5080
- 888 – فرنسا AZERTY - نظام الرسوميات 5080
- 889 – تايلاند
- 890 – يوغوسلافيا
- 892 – EBCDIC، التعرف البصري على الحروف A
- 893 – EBCDIC، التعرف البصري على الحروف B
- 905 – اللاتينية 3
- 918 – الأردية ثنائية اللغة
- 924 – اللاتينية 9
- 930 – اليابان MIX (290 + 300) (نفسه مع اليورو: 1390)
- 931 – اليابان MIX (37 + 300)
- 933 – كوريا MIX (833 + 834) (نفسه مع اليورو: 1364)
- 935 – الصينية المبسطة MIX (836 + 837) (نفسه مع اليورو: 1388)
- 937 – الصينية التقليدية MIX (37 + 835) (نفسه مع اليورو: 1371)
- 939 – اليابان MIX (1027 + 300) (نفسه مع اليورو: 1399)
- 1001 – MICR
- 1002 – توافق EBCDIC DCF الإصدار 2
- 1003 – EBCDIC DCF، مجموعة فرعية للنصوص الأمريكية
- 1005 – اتصال نصي متشابه الشكل بـ EBCDIC
- 1007 – EBCDIC العربية (XCOM2)
- 1024 – EBCDIC T.61
- 1025 – السيريلية، متعددة اللغات (نفسه مع اليورو: 1154) (مراجعة لـ 880)
- 1026 – EBCDIC تركيا (اللاتينية 5) (نفسه مع اليورو: 1155) (يستبدل 905 في تلك الدولة)
- 1027 – اليابانية (لاتينية) موسعة (JIS X 0201 موسعة)
- 1028 – EBCDIC للنشر العبري
- 1030 – اليابانية (كاتاكانا) موسعة
- 1031 – اليابانية (لاتينية) موسعة
- 1032 – MICR، E13-B مُدمجة
- 1033 – MICR، CMC-7 مُدمجة
- 1037 – كوريا – نظام الرسوميات 5080/6090
- 1039 – توافق GML
- 1047 – اللاتينية 1/أنظمة مفتوحة[14]
- 1068 – توافق DCF
- 1069 – اللاتينية 4
- 1070 – الولايات المتحدة / كندا الإصدار 0 (صفحة الرموز 37 الإصدار 0)
- 1071 – ألمانيا الغربية / النمسا (صفحة الرموز 273 الإصدار 0)
- 1072 – بلجيكا (صفحة الرموز 274 الإصدار 0)
- 1073 – البرازيل (صفحة الرموز 275 الإصدار 0)
- 1074 – الدنمارك، النرويج (صفحة الرموز 277 الإصدار 0)
- 1075 – فنلندا، السويد (صفحة الرموز 278 الإصدار 0)
- 1076 – إيطاليا (صفحة الرموز 280 الإصدار 0)
- 1077 – اليابان (لاتينية) (صفحة الرموز 281 الإصدار 0)
- 1078 – البرتغال (صفحة الرموز 282 الإصدار 0)
- 1079 – إسبانيا / أمريكا اللاتينية الإصدار 0 (صفحة الرموز 284 الإصدار 0)
- 1080 – المملكة المتحدة (صفحة الرموز 285 الإصدار 0)
- 1081 – فرنسا الإصدار 0 (صفحة الرموز 297 الإصدار 0)
- 1082 – إسرائيل (عبرية)
- 1083 – إسرائيل (عبرية)
- 1084 – الدولي #5 الإصدار 0 (صفحة الرموز 500 الإصدار 0)
- 1085 – آيسلندا (صفحة الرموز 871 الإصدار 0)
- 1087 – مجموعة الرموز
- 1091 – الرموز المعدلة، المجموعة 7
- 1093 – شعار IBM[15]
- 1097 – الفارسية ثنائية اللغة
- 1110 – اللاتينية 2 (مراجعة لـ 870)
- 1112 – البلطيقية متعددة اللغات (نفسه مع اليورو: 1156)
- 1113 – اللاتينية 6
- 1122 – إستونيا (نفسه مع اليورو: 1157)
- 1123 – السيريلية، أوكرانيا (نفسه مع اليورو: 1158)
- 1130 – الفيتنامية (نفسه مع اليورو: 1164)
- 1132 – EBCDIC اللاوي
- 1136 – هيتاتشي كاتاكانا
- 1137 – EBCDIC ديفاناغاري
- 1140 – الولايات المتحدة، كندا، إلخ. ECECP (نفسه بدون اليورو: 37) (النسخة الصينية التقليدية: 1159)
- 1141 – النمسا، ألمانيا ECECP (نفسه بدون اليورو: 273)
- 1142 – الدنمارك، النرويج ECECP (نفسه بدون اليورو: 277)
- 1143 – فنلندا، السويد ECECP (نفسه بدون اليورو: 278)
- 1144 – إيطاليا ECECP (نفسه بدون اليورو: 280)
- 1145 – إسبانيا، أمريكا اللاتينية (إسبانية) ECECP (نفسه بدون اليورو: 284)
- 1146 – المملكة المتحدة ECECP (نفسه بدون اليورو: 285)
- 1147 – فرنسا ECECP مع اليورو (نفسه بدون اليورو: 297)
- 1148 – الدولي ECECP مع اليورو (نفسه بدون اليورو: 500)
- 1149 – الآيسلندية ECECP مع اليورو (نفسه بدون اليورو: 871)
- 1150 – الكورية الموسعة مع رموز مربعة
- 1151 – الصينية المبسطة الموسعة مع رموز مربعة
- 1152 – الصينية التقليدية الموسعة مع رموز مربعة
- 1153 – اللاتينية 2 متعددة اللغات مع اليورو (نفسه بدون اليورو: 870)
- 1154 – السيريلية، متعددة اللغات مع اليورو (نفسه بدون اليورو: 1025؛ إصدار أقدم هو: 1166)
- 1155 – تركيا مع اليورو (نفسه بدون اليورو: 1026) (نفسه مع الليرة: 1175)
- 1156 – البلطيقية متعددة اللغات مع اليورو (نفسه بدون اليورو: 1112)
- 1157 – إستونيا مع اليورو (نفسه بدون اليورو: 1122)
- 1158 – السيريلية، أوكرانيا مع اليورو (نفسه بدون اليورو: 1123)
- 1159 – EBCDIC صيني تقليدي (تحديث صيني تقليدي باليورو لـ: 1140)
- 1160 – التايلاندية بعلامات منخفضة وحروف مشددة مع اليورو (نفسه بدون اليورو: 838)
- 1164 – الفيتنامية مع اليورو (نفسه بدون اليورو: 1130)
- 1165 – اللاتينية 2 / أنظمة مفتوحة
- 1166 – السيريلية الكازاخية
- 1175 – تركيا مع اليورو والليرة (نفسه بدون الليرة: 1155)
- 1278 – EBCDIC ترميز Adobe (PostScript) القياسي
- 1279 – هيتاتشي اليابانية كاتاكانا للمضيف[6]
- 1300 – الرموز الشريطية العامة / OCR-B
- 1301 – الرمز البريدي + 4 POSTNET
- 1302 – علامات تعريف الاتجاه
- 1303 – EBCDIC الرمز الشريطي
- 1364 – كوريا MIX (833 + 834 + يورو) (نفسه بدون اليورو: 933)
- 1371 – الصينية التقليدية MIX (1159 + 835) (نفسه بدون اليورو: 937)
- 1376 – امتداد مضيف DBCS للصينية التقليدية من أجل HKSCS
- 1377 – المضيف المختلط HKSCS (37 + 1376)
- 1378 – امتداد مضيف DBCS للصينية التقليدية لـ HKSCS والصينية المبسطة (مجموعة فائقة من 1376)
- 1379 – المضيف المختلط لـ HKSCS والصينية المبسطة (37 + 1378) (مجموعة فائقة من 1377)
- 1388 – الصينية المبسطة MIX (نفسه بدون اليورو: 935) (836 + 837 + يورو)
- 1390 – الصينية المبسطة MIX اليابانية MIX (نفسه بدون اليورو: 930) (290 + 300 + يورو)
- 1399 – اليابان MIX (1027 + 300 + يورو) (نفسه بدون اليورو: 939)

### صفحات أكواد DOS
تُستخدم هذه الصفحات الرمزية من قِبل شركة IBM في نظام التشغيل آي بي إم دوس. كانت هذه الصفحات الرمزية مدمجة في الأصل بشكل مباشر في عتاد النمط النصي الخاص بوحدات معالجة الرسوم المستخدمة مع حاسوب آي بي إم الشخصي ونظائره، بما في ذلك وحدات MDA وCGA الأصلية، والتي لم يكن من الممكن تغيير مجموعات أحرفها إلا من خلال استبدال شريحة ROM التي تحتوي على الخط. كانت واجهة تلك الوحدات (والتي تم تقليدها لاحقًا في جميع الوحدات اللاحقة مثل VGA) تقتصر عادةً على مجموعات أحرف أحادية البايت لا تتجاوز 256 رمزًا في كل خط/ترميز، رغم أن VGA أضافت دعمًا جزئيًا لمجموعات أحرف أكبر قليلًا.
- 301 – IBM-PC اليابان (كانجي) DBCS
- 437 – الصفحة الأصلية لرموز IBM PC
- 720 – العربية (ASMO الشفاف)
- 737 – اللغة اليونانية
- 775 – لاتيني-7
- 808 – الروسية مع اليورو (نفسها بدون اليورو: 866)
- 848 – الأوكرانية مع اليورو (نفسها بدون اليورو: 1125)
- 849 – البيلاروسية مع اليورو (نفسها بدون اليورو: 1131)
- 850 – لاتيني-1
- 851 – اليونانية
- 852 – لاتيني-2
- 853 – لاتيني-3
- 855 – كتابة كريلية (نفسها مع اليورو: 872)
- 856 – الأبجدية العبرية
- 857 – لاتيني-5
- 858 – لاتيني-1 مع رمز يورو
- 859 – لاتيني-9
- 860 – اللغة البرتغالية
- 861 – اللغة الآيسلندية
- 862 – اللغة العبرية
- 863 – اللغة الفرنسية
- 864 – اللغة العربية
- 865 – اللغة الدنماركية/اللغة النرويجية
- 866 – البيلاروسية، الروسية، الأوكرانية (نفسها مع اليورو: 808)
- 867 – اللغة العبرية + يورو (مبني على CP862) (معرف متضارب: NEC التشيكية (كامينسكي)  [لغات أخرى]‏, التي تم إنشاؤها قبل هذه الصفحة)
- 868 – اللغة الأردية
- 869 – ألفبائية يونانية
- 872 – سيريلية مع اليورو (نفسها بدون اليورو: 855)
- 874 – التايلاندية مع علامات النغمات المنخفضة وحروف قديمة (معرف متضارب مع ويندوز 874؛ النسخة مع اليورو: 1161 النسخة الخاصة بـ ويندوز: هي IBM 1162)
- 876 – OCR A
- 877 – OCR B
- 878 – KOI8-R
- 891 – الكمبيوتر الكوري SBCS
- 898 – IBM-PC WP متعدد اللغات
- 899 – IBM-PC الرموز
- 903 – الصينية المبسطة SBCS للكمبيوتر
- 904 – الصينية التقليدية SBCS للكمبيوتر
- 906 – المجموعة الدولية #5 3812/3820
- 907 – ASCII APL (3812)
- 909 – IBM-PC APL2 موسعة
- 910 – IBM-PC APL2
- 911 – IBM-PC اليابان #1
- 926 – الكمبيوتر الكوري DBCS
- 927 – الصينية التقليدية DBCS للكمبيوتر
- 928 – الصينية المبسطة DBCS للكمبيوتر
- 929 – التايلاندية DBCS للكمبيوتر
- 932 – IBM-PC اليابان MIX (DOS/V) (DBCS) (897 + 301) (معرف متضارب مع ويندوز 932؛ النسخة الخاصة بويندوز هي IBM 943)
- 934 – IBM-PC كوريا MIX (DOS/V) (DBCS) (891 + 926)
- 936 – IBM-PC الصينية المبسطة MIX (gb2312) (DOS/V) (DBCS) (903 + 928) (معرف متضارب مع ويندوز 936؛ النسخة الخاصة بـ ويندوز هي IBM 1386)
- 938 – IBM-PC الصينية التقليدية MIX (DOS/V، OS/2) (904 + 927)
- 942 – IBM-PC اليابان MIX (Japanese SAA (OS/2)) (1041 + 301)
- 943 – IBM-PC اليابان OPEN (897 + 941) (ويندوز CP 932)
- 944 – IBM-PC كوريا MIX (Korean SAA (OS/2)) (1040 + 926)
- 946 – IBM-PC الصينية المبسطة (Simplified Chinese SAA (OS/2)) (1042 + 928)
- 948 – IBM-PC الصينية التقليدية (Traditional Chinese SAA (OS/2)) (1043 + 927)
- 949 – الكورية (Wansung الممتدة (ks_c_5601-1987)) (1088 + 951) (معرف متضارب مع ويندوز 949 (Unified Hangul Code); النسخة الخاصة بـ ويندوز هي IBM 1363)
- 951 – الكورية DBCS (IBM KS Code) (معرف متضارب مع ويندوز 951، تعديل ل ويندوز 950 مع تطابقات Unicode لبعض شخصيات PUA Unicode الموجودة في HKSCS، بناءً على اسم الملف)
- 1034 – تطبيق الطابعة - ملصق الشحن، المجموعة #2
- 1040 – الكورية الممتدة
- 1041 – اليابانية الممتدة (JIS X 0201 ممتد)
- 1042 – الصينية المبسطة الممتدة
- 1043 – الصينية التقليدية الممتدة
- 1044 – تطبيق الطابعة - ملصق الشحن، المجموعة #1
- 1086 – IBM-PC اليابان #1
- 1088 – الكورية المعدلة (SBCS)
- 1092 – IBM-PC الرموز المعدلة
- 1098 – اللغة الفارسية
- 1108 – التوافق مع DITROFF الأساسي
- 1109 – التوافق مع DITROFF الخاصة
- 1115 – IBM-PC جمهورية الصين الشعبية
- 1116 – الإستونية
- 1117 – اللاتفية
- 1118 – اللتوانية (تنفيذ IBM لصفحة الرموز صفحة كود 774)
- 1119 – اللتوانية والروسية (تنفيذ IBM لصفحة الرموز صفحة كود 772)
- 1125 – سيريلية، أوكرانية (نفسها مع اليورو: 848) (تعديل IBM لـ RUSCII)
- 1127 – IBM-PC العربية / الفرنسية
- 1131 – IBM-PC بيانات، سيريلية، بيلاروسية (نفسها مع اليورو: 849)
- 1139 – اليابان أرقام وحروف كاتاكانا
- 1161 – التايلاندية مع علامات النغمات المنخفضة وحروف قديمة مع اليورو (نفسها بدون اليورو: 874)
- 1167 – KOI8-RU
- 1168 – KOI8-U
- 1370 – الصينية التقليدية MIX (Big5 encoding) (1114 + 947 + اليورو) (نفسها بدون اليورو: 950)
- 1380 – IBM-PC الصينية المبسطة GB PC-DATA (DBCS PC IBM GB 2312-80)
- 1381 – IBM-PC الصينية المبسطة (1115 + 1380)
- 1393 – اليابانية JIS X 0213 DBCS
- 1394 – IBM-PC اليابان (JIS X 0213) (897 + 1393)

عند التعامل مع الأجهزة القديمة والبروتوكولات وتنسيقات الملفات، غالبًا ما يكون من الضروري دعم هذه صفحات الرموز، ولكن يُشجع على استخدام أنظمة الترميز الأحدث، وخاصة يونيكود، في التصاميم الجديدة.
عادةً ما يتم تخزين صفحات الرموز الخاصة بنظام DOS في ملفات .CPI.

### صفحات الرموز IBM AIX
تُستخدم هذه الصفحات من قبل IBM في نظام التشغيل AIX. وهي تحاكي عدة مجموعات من الرموز، خاصة تلك التي تم تصميمها لاستخدامها وفقًا للمعايير ISO، مثل أنظمة التشغيل الشبيهة بـ UNIX.
- 367 – US-ASCII 7-بت
- 371 – US-ASCII 7-بت APL
- 806 – ISCII
- 813 – ISO 8859-7
- 819 – ISO 8859-1
- 895 – اليابان لاتين 7-بت
- 896 – اليابان كاتاكانا موسعة 7-بت
- 901 – ISO 8859-13 مع اليورو (تم التوسيع لاحقًا) (نفسه بدون اليورو: 921)
- 902 – ISO إستوني مع اليورو (نفسه بدون اليورو: 922)
- 912 – ISO 8859-2 (تم التوسيع في 1999)
- 913 – ISO 8859-3
- 914 – ISO 8859-4
- 915 – ISO 8859-5 (تم التوسيع بعد 1995)
- 916 – ISO 8859-8
- 919 – ISO 8859-10
- 920 – ISO 8859-9
- 921 – ISO 8859-13 (تم التوسيع بعد 1995) (نفسه مع اليورو: 901)
- 922 – ISO إستوني (نفسه مع اليورو: 902)
- 923 – ISO 8859-15
- 952 – EUC ياباني لـ JIS X 0208
- 953 – EUC ياباني لـ JIS X 0212
- 954 – EUC ياباني (895 + 952 + 896 + 953)
- 955 – TCP ياباني، JIS X 0208-1978
- 956 – TCP ياباني (895 + 952 + 896 + 953)
- 957 – TCP ياباني (895 + 955 + 896 + 953)
- 958 – TCP ياباني (367 + 952 + 896 + 953)
- 959 – TCP ياباني (367 + 955 + 896 + 953)
- 960 – الصيني التقليدي DBCS-EUC SICGCC المجموعة الرئيسية (الطائرة 1)
- 961 – الصيني التقليدي DBCS-EUC SICGCC المجموعة الكاملة + IBM Select + UDC
- 963 – الصيني التقليدي TCP، CNS 11643 الطائرة 2 فقط
- 964 – EUC صيني تقليدي (367 + 960 + 961)
- 965 – TCP صيني تقليدي (367 + 960 + 963)
- 970 – EUC كوري (367 + 971)
- 971 – EUC كوري DBCS (G1، KSC 5601 1989 (يشمل 188 UDC))
- 1006 – ISO 8-بت أردو
- 1008 – ISO 8-بت عربي
- 1009 – ISO 7-بت IRV
- 1010 – ISO 7-بت فرنسا
- 1011 – ISO 7-بت ألمانيا ف.ر.
- 1012 – ISO 7-بت إيطاليا
- 1013 – ISO 7-بت المملكة المتحدة
- 1014 – ISO 7-بت إسبانيا
- 1015 – ISO 7-بت البرتغال
- 1016 – ISO 7-بت النرويج
- 1017 – ISO 7-بت الدنمارك
- 1018 – ISO 7-بت فنلندا/السويد
- 1019 – ISO 7-بت هولندا
- 1029 – عربي موسع
- 1036 – CCITT T.61
- 1046 – عربي موسع (يورو)
- 1089 – ISO 8859-6
- 1111 – نسخة من ISO 8859-2
- 1124 – ISO أوكراني، مشابه لـ ISO 8859-5
- 1129 – ISO فيتنامي (نفسه مع اليورو: 1163)
- 1133 – ISO لاو
- 1163 – ISO فيتنامي مع اليورو (نفسه بدون اليورو: 1129)
- 1350 – EUC ياباني (JISeucJP) (367 + 952 + 896 + 953)
- 1382 – EUC صيني مبسط (DBCS PC GB 2312-80)
- 1383 – EUC صيني مبسط (367 + 1382)

صفحة الرمز 819 هي مماثلة لـ Latin-1، أي اس او/ أي إي سي 8859-1، ومع بعض الأوامر المعدلة قليلاً، يسمح باستخدام هذا الترميز على أجهزة MS-DOS. كانت تستخدم مع أجهزة الكمبيوتر الصغيرة IBM AS/400.

### صفحات الرموز IBM OS/2
تُستخدم هذه الصفحات من قبل IBM في نظام التشغيل \[\[DOS#DOS تحت OS/2 و Windows|OS/2]].
- 1004 – Latin-1 موسع، النشر المكتبي/ويندوز[21]

### صفحات الرموز محاكاة ويندوز
تُستخدم هذه الصفحات من قبل IBM عند محاكاة مجموعات الرموز الخاصة بـ مايكروسوفت ويندوز. معظم هذه الصفحات لها نفس الأرقام كصفحات رموز مايكروسوفت، على الرغم من أنها ليست مطابقة تمامًا. ومع ذلك، بعض صفحات الرموز جديدة من IBM ولم تضعها مايكروسوفت.
- 897 – IBM-PC SBCS اليابانية (JIS X 0201-1976)
- 941 – IBM-PC اليابانية DBCS للبيئة المفتوحة
- 947 – IBM-PC DBCS لـ (ترميز Big5)
- 950 – الصينية التقليدية MIX (ترميز Big5) (1114 + 947) (نفسها مع اليورو: 1370)
- 1114 – IBM-PC SBCS (الصينية المبسطة؛ GBK؛ الصينية التقليدية؛ ترميز Big5)
- 1126 – IBM-PC SBCS الكورية
- 1162 – ويندوز التايلاندية (تمديد لـ 874؛ ولكن لا يزال يسمى ذلك في ويندوز)
- 1169 – ويندوز السيريلية الآسيوية
- 1174 – ويندوز الكازاخية[22]
- 1250 – ويندوز أوروبا الوسطى
- 1251 – ويندوز كتابة كريلية
- 1252 – ويندوز أوروبا الغربية
- 1253 – ويندوز ألفبائية يونانية
- 1254 – ويندوز أبجدية تركية
- 1255 – ويندوز الأبجدية العبرية
- ويندوز-1256 – ويندوز أبجدية عربية
- 1257 – ويندوز لغات بلطيقية
- 1258 – ويندوز أبجديات فيتنامية
- 1360 – الكورية JOHAB DBCS
- 1361 – الكورية (JOHAB)
- 1362 – الكورية Hangul DBCS
- 1363 – ويندوز الكورية (1126 + 1362) (ويندوز CP 949)
- 1372 – IBM-PC MS T الصينية ترميز Big5 (خاص لـ DB2)
- 1373 – ويندوز الصينية التقليدية (تمديد لـ 950)
- 1374 – IBM-PC DB ترميز Big5 التمديد لـ HKSCS
- 1375 – مختلط ترميز Big5 التمديد لـ HKSCS (مخصص للتوافق مع 950)
- 1385 – IBM-PC الصينية المبسطة DBCS (ترميز CS متزايد لـ GB18030، يُستخدم أيضًا لـ GBK PC-DATA.)
- 1386 – IBM-PC الصينية المبسطة GBK (1114 + 1385) (ويندوز CP 936)
- 1391 – الصينية المبسطة 4 بايت (ترميز CS متزايد لـ GB18030، يُستخدم أيضًا لـ GBK PC-DATA.)
- 1392 – IBM-PC الصينية المبسطة MIX (1252 + 1385 + 1391)

### صفحات الرموز لمحاكاة نظام ماك
تُستخدم هذه الصفحات من قبل IBM عند محاكاة مجموعات الرموز الخاصة بـ نظام ماكنتوش.
- 1275 – Apple Roman (روماني ماكنتوش)
- 1280 – Apple Greek (اليونانية ماكنتوش)
- 1281 – Apple Turkish (التركية ماكنتوش)
- 1282 – Apple Central European (أوروبا الوسطى ماكنتوش)
- 1283 – Apple Cyrillic (السيريلية ماكنتوش)
- 1284 – Apple Croatian (الكرواتية ماكنتوش)
- 1285 – Apple Romanian (الرومانية ماكنتوش)
- 1286 – Apple Icelandic (الأيسلندية ماكنتوش)

### صفحات الرموز لمحاكاة أدوبي
تُستخدم هذه الصفحات من قبل IBM عند محاكاة مجموعات الرموز الخاصة بـ أدوبي.
- 1038 – ترميز رموز أدوبي
- 1276 – ترميز أدوبي (PostScript) القياسي
- 1277 – ترميز أدوبي (PostScript) لاتيني 1

### صفحات الرموز لمحاكاة هيوليت-باكارد
تُستخدم هذه الصفحات من قبل IBM عند محاكاة مجموعات الرموز الخاصة بـ هيوليت-باكارد.
- 1050 – توسيع الرومان الخاص بـ HP
- 1051 – HP Roman-8
- آيزو/آي إي سي 646 – HP Gothic Legal
- 1053 – HP Gothic-1 (تقريباً نفس ISO 8859-1)
- آيزو/آي إي سي 646 – HP ASCII
- 1055 – HP PC-Line
- 1056 – HP Line Draw
- 1057 – HP PC-8 (تقريباً نفس code page 437)
- 1058 – HP PC-8DN (ليس نفس code page 865)
- 1351 – مجموعة الرموز اليابانية DBCS الخاصة بـ HP
- 5039 – MIX اليابانية (1041 + 1351)

### صفحات الرموز لمحاكاة ديجيتال إكوبمينت
تُستخدم هذه الصفحات من قبل IBM عند محاكاة مجموعات الرموز الخاصة بـ ديجيتال إكوبمينت.
- 1020 – مجموعة NRC الكندية (الفرنسية) 7 بت
- 1021 – مجموعة NRC السويسرية 7 بت
- 1023 – مجموعة NRC الإسبانية 7 بت
- 1090 – مجموعة الرموز الخاصة ورسم الخطوط
- 1100 – مجموعة الرموز متعددة الجنسيات من DEC
- 1101 – مجموعة NRC البريطانية 7 بت
- 1102 – مجموعة NRC الهولندية 7 بت
- 1103 – مجموعة NRC الفنلندية 7 بت
- 1104 – مجموعة NRC الفرنسية 7 بت
- 1105 – مجموعة NRC النرويجية/الدنماركية 7 بت
- 1106 – مجموعة NRC السويدية 7 بت
- 1107 – مجموعة NRC النرويجية/الدنماركية البديلة 7 بت
- 1287 – مجموعة الرموز اليونانية من DEC
- 1288 – مجموعة الرموز التركية من DEC

### صفحات الرموز الخاصة بـ IBM يونيدود
- 1200 – UTF-16BE يونيدود (big-endian) مع منطقة الاستخدام الخاص بـ IBM (PUA)[23]
- 1201 – UTF-16BE يونيدود (big-endian)[23]
- 1202 – UTF-16LE يونيدود (little-endian) مع منطقة الاستخدام الخاص بـ IBM PUA[23]
- 1203 – UTF-16LE يونيدود (little-endian)[23]
- 1208 – صيغة التحويل الموحد-8 يونيدود مع منطقة الاستخدام الخاص بـ IBM PUA[23]
- 1209 – صيغة التحويل الموحد-8 يونيدود[23]
- 1400 – ISO 10646 UCS-BMP (استنادًا إلى يونيدود 6.0)[23]
- 1401 – ISO 10646 UCS-SMP (استنادًا إلى يونيدود 6.0)[23]
- 1402 – ISO 10646 UCS-SIP (استنادًا إلى يونيدود 6.0)[23]
- 1414 – ISO 10646 UCS-SSP (استنادًا إلى يونيدود 4.0)[23]
- 1445 – IBM AFP PUA رقم 1
- 1446 – ISO 10646 UCS-PUP15 (استنادًا إلى يونيدود 4.0)[23]
- 1447 – ISO 10646 UCS-PUP16 (استنادًا إلى يونيدود 4.0)[23]
- 1448 – UCS-BMP (UDC عام)
- 1449 – IBM PUA الافتراضي

## صفحات الرموز الخاصة بـ مايكروسوفت

### صفحات الرموز الخاصة بـ ويندوز
تُستخدم هذه الصفحات من قبل مايكروسوفتفي نظام تشغيل ويندوز الخاص بها. قامت مايكروسوفتبتعريف عدد من صفحات الرموز المعروفة باسم صفحات الرموز ANSI (حيث كانت أول واحدة، 1252، تستند إلى مسودة ANSI ما قبل نشوء آيزو/آي إي سي 8859). تعتمد صفحة الرموز 1252 على ISO 8859-1 لكنها تستخدم النطاق 0x80-0x9F للحروف القابلة للطباعة الإضافية بدلاً من أكواد التحكم C1 من المنظمة الدولية للمعايير التي ذكرتها ISO 8859-1. بعض الأخرى تستند جزئياً إلى أجزاء أخرى من آيزو/آي إي سي 8859 ولكن غالبًا ما يتم إعادة ترتيبها لجعلها أقرب إلى 1252.
- 42 – ويندوز رمز مميز
- 874 – ويندوز تايلاندي
- 1250 – ويندوز أوروبا الوسطى
- 1251 – ويندوز سيريلي
- 1252 – ويندوز غربي
- 1253 – ويندوز يوناني
- 1254 – ويندوز تركي
- 1255 – ويندوز عبراني
- ويندوز-1256 – ويندوز عربي
- 1257 – ويندوز بلطيقي
- 1258 – ويندوز فيتنامي

توصي مايكروسوفتباستخدام التطبيقات الجديدة مع UTF-8 أو UCS-2/UTF-16 بدلاً من هذه الصفحات.

### صفحات الرموز DBCS
تمثل هذه الصفحات أكواد رموز مجموعة الحروف المزدوجة (DBCS) للغات CJK المختلفة. في أنظمة تشغيل مايكروسوفت، تُستخدم هذه كـ "OEM" وصفحات رموز "ويندوز" للمنطقة الجغرافية المناسبة.
- 932 – يدعم الياباني Shift-JIS
- 936 – يدعم الصينية المبسطة GB2312 أو GBK
- 949 – يدعم الكورية Unified Hangul Code
- 950 – يدعم الصينية التقليدية Big5
  - 951 – يدعم الصينية التقليدية Big5 مع HKSCS

### صفحات الرموز الخاصة بـ MS-DOS
تُستخدم هذه الصفحات من قبل مايكروسوفتفي نظام تشغيل MS-DOS الخاص بها. تشير مايكروسوفتإليها كصفحات رموز OEM لأنها تم تحديدها من قبل مصنع المعدات الأصلية الذين قاموا بترخيص MS-DOS للتوزيع مع أجهزتهم، وليس من قبل مايكروسوفتأو منظمة معايير. معظم هذه الصفحات تتشابه في الأرقام مع صفحات الرموز المكافئة من IBM، رغم أن بعضًا منها ليس متماثلاً تمامًا.
- 708 – العربية (ASMO 708)
- 720 – العربية (ASMO الشفاف)
- 737 – اليونانية
- 850 – لاتينية-1
- 851 – يونانية
- 852 – لاتينية-2
- 855 – سيريلي
- 857 – لاتينية-5
- 858 – لاتينية-1 مع رمز اليورو
- 859 – لاتينية-9
- 860 – برتغالية
- 861 – أيسلندية
- 862 – عبرانية
- 863 – الفرنسية الكندية
- 864 – عربية
- 865 – دنماركية/نرويجية
- 866 – بيلاروسية، روسية، أوكرانية
- 869 – يونانية

### صفحات الرموز لمحاكاة ماكنتوش
تُستخدم هذه الصفحات من قبل مايكروسوفتعند محاكاة مجموعات حروف ماكنتوش.
- 10000 - أبل روماني
- 10001 - أبل ياباني
- 10002 - أبل الصينية التقليدية (Big5)
- 10003 - أبل كوري
- 10004 - أبل عربي
- 10005 - أبل عبراني
- 10006 - أبل يوناني
- 10007 - أبل Cyrillic Macintosh
- 10008 - أبل الصينية المبسطة (GB 2312)
- 10010 - أبل روماني
- 10017 - أبل أوكراني
- 10021 - أبل تايلاندي
- 10029 - أبل أوروبا الوسطى Mac
- 10079 - أبل أيسلندية
- 10081 - أبل تركي
- 10082 - أبل كرواتي

### صفحات الرموز الأخرى لـ مايكروسوفت
الأرقام التالية لصفحات الرموز هي محددة لأنظمة ويندوز من مايكروسوفت. قد يستخدم IBM أرقامًا مختلفة لهذه الصفحات. إنها تحاكي عدة مجموعات حروف، وهي تلك التي تم تصميمها لتستخدم وفقًا للمعايير ISO،[بحاجة لتوضيح] مثل أنظمة التشغيل الشبيهة بـ UNIX.
- 20000 – الصينية التقليدية CNS
- 20001 – الصينية التقليدية TCA
- 20002 – الصينية التقليدية ETEN
- 20003 – الصينية التقليدية IBM5500
- 20004 – الصينية التقليدية TeleText
- 20005 – الصينية التقليدية Wang
- 20105 – 7-bit IA5 المنظمة الدولية للمعايير[27][28][29] (CP 1009)
- 20106 – 7-bit IA5 ألمانية (DIN 66003)[27][28][30]
- 20107 – 7-bit IA5 سويدية (SEN 850200 C)[27][28][31]
- 20108 - 7-bit IA5 نرويجية (NS 4551-2)[27][28][32]
- 20127 – 7-bit أسكي[27][28][33]

## مجموعات الرموز من HP
طورت HP سلسلة من مجموعات الرموز (كل منها مع رمز مجموعة الرموز الخاص بها) لترميز مجموعات الأحرف الخاصة بها أو مجموعات أحرف من بائعين آخرين. عادة ما تكون مجموعات أحرف 7 بت، وعند نقلها إلى الجزء العلوي وارتباطها مع مجموعة أحرف ASCII، فإنها تشكل مجموعات أحرف 8 بت.

### مجموعات الرموز الخاصة بـ HP
- مجموعة الرموز 0E — تمديد HP رومان — مجموعة أحرف 7 بت مع أحرف مشددة (تم ترميزها بواسطة IBM كـ صفحة كود 1050)
- مجموعة الرموز 0G — HP 7 بت ألماني
- مجموعة الرموز 0L — HP 7 بت PC Line (تم ترميزها بواسطة IBM كـ صفحة كود 1055)
- مجموعة الرموز 0M — HP رياضيات-7
- مجموعة الرموز 0T — HP تايلندي-8
- مجموعة الرموز 1S — HP 7 بت إسباني
- مجموعة الرموز 1U — HP 7 بت قنوني قوطي (تم ترميزها بواسطة IBM كـ صفحة كود 1052)
- مجموعة الرموز 4Q — HP خط رسم (تم ترميزها بواسطة IBM كـ صفحة كود 1056)
- مجموعة الرموز 4U — HP Roman-9 — رومان-8 + €
- مجموعة الرموز 7J — HP سطح المكتب
- مجموعة الرموز 7S — HP 7 بت إسباني أوروبي
- مجموعة الرموز 8E — HP شرق-8
- مجموعة الرموز 8G — HP يوناني-8 (مبني على IR 088؛ وليس على ELOT 927)
- مجموعة الرموز 8H — HP عبري-8
- مجموعة الرموز 8I — MS LineDraw (ASCII + HP PC Line)
- مجموعة الرموز 8K — HP كانا-8 (ASCII + كاتاكانا ياباني)
- مجموعة الرموز 8L — HP خط رسم (ASCII + HP Line Draw)
- مجموعة الرموز 8M — HP رياضيات-8 (ASCII + HP Math-8)
- مجموعة الرموز 8R — HP سيريلية-8
- مجموعة الرموز 8S — HP 7 بت إسباني لاتيني أمريكي
- مجموعة الرموز 8T — HP تركي-8
- مجموعة الرموز 8U — HP Roman-8 (ASCII + تمديد HP Roman؛ تم ترميزها بواسطة IBM كـ صفحة كود 1051)
- مجموعة الرموز 8V — HP عربي-8
- مجموعة الرموز 9K — HP كوري-8
- مجموعة الرموز 9T — PC 8T (المعروفة أيضًا بـ صفحة كود 437-T؛ هذه ليست صفحة كود 857)
- مجموعة الرموز 9V — لاتيني / عربي لـ Windows (هذه ليست صفحة كود 1256)
- مجموعة الرموز 11U — PC 8D/N (المعروفة أيضًا بـ صفحة كود 437-N؛ تم ترميزها بواسطة IBM كـ صفحة كود 1058؛ هذه ليست صفحة كود 865)
- مجموعة الرموز 14G — PC-8 يوناني بديل (المعروفة أيضًا بـ صفحة كود 437-G؛ تقريبًا نفسها كما صفحة كود 737)
- مجموعة الرموز 18K —
- مجموعة الرموز 18T —
- مجموعة الرموز 19C —
- مجموعة الرموز 19K —

### مجموعات الرموز من بائعين آخرين
- مجموعة الرموز 0D — ISO 60: 7 بت نرويجي
- مجموعة الرموز 0F — ISO 25: 7 بت فرنسي
- مجموعة الرموز 0H — HP 7 بت عبري — تقريبًا نفس SI 960 الإسرائيلي القياسي
- مجموعة الرموز 0I — ISO 15: 7 بت إيطالي
- مجموعة الرموز 0K — ISO 14: 7 بت كاتاكانا يابانية
- مجموعة الرموز 0N — ISO 8859-1 لاتيني 1 (مبدئيًا يسمى "قوطي-1"؛ تم ترميزها بواسطة IBM كـ صفحة كود 1053)
- مجموعة الرموز 0R — ISO 8859-5 لاتيني/سيريلي (إصدار 1986 — IR 111)
- مجموعة الرموز 0S — ISO 11: 7 بت سويدي
- مجموعة الرموز 0U — ISO 6: 7 بت أمريكي
- مجموعة الرموز 0V — عربي
- مجموعة الرموز 1D — ISO 61: 7 بت نرويجي
- مجموعة الرموز 1E — ISO 4: 7 بت المملكة المتحدة
- مجموعة الرموز 1F — ISO 69: 7 بت فرنسي
- مجموعة الرموز 1G — ISO 21: 7 بت ألماني
- مجموعة الرموز 1K — ISO 13: 7 بت لاتيني ياباني
- مجموعة الرموز 1T — Windows تايلندي (تقريبًا نفسه كـ 874)
- مجموعة الرموز 2K — ISO 57: 7 بت صيني مبسط لاتيني
- مجموعة الرموز 2N — ISO 8859-2 لاتيني 2
- مجموعة الرموز 2S — ISO 17: 7 بت إسباني
- مجموعة الرموز 2U — ISO 2: 7 بت النسخة الدولية المرجعية
- مجموعة الرموز 3N — ISO 8859-3 لاتيني 3
- مجموعة الرموز 3R — PC-866 روسيا (تقريبًا نفسه كـ صفحة كود 866)
- مجموعة الرموز 3S — ISO 10: 7 بت سويدي
- مجموعة الرموز 4N — ISO 8859-4 لاتيني 4
- مجموعة الرموز 4S — ISO 16: 7 بت برتغالي
- مجموعة الرموز 5M — PS رمز رياضي (تقريبًا نفسه كـ Adobe Symbols)
- مجموعة الرموز 5N — ISO 8859-9 لاتيني 5
- مجموعة الرموز 5S — ISO 84: 7 بت برتغالي
- مجموعة الرموز 5T — Windows 3.1 لاتيني-5 (تقريبًا نفسه كـ صفحة كود 1254)
- مجموعة الرموز 6J — Microsoft Publishing
- مجموعة الرموز 6M — Ventura رياضيات
- مجموعة الرموز 6N — ISO 8859-10 لاتيني 6
- مجموعة الرموز 6S — ISO 85: 7 بت إسباني
- مجموعة الرموز 7H — ISO 8859-8 لاتيني/عبري
- مجموعة الرموز 9E — Windows 3.1 لاتيني 2 (تقريبًا نفسه كـ صفحة كود 1250)
- مجموعة الرموز 9G — Windows 98 يوناني (تقريبًا نفسه كـ صفحة كود 1253)
- مجموعة الرموز 9J — PC 1004
- مجموعة الرموز 9L — Ventura ITC Zapf Dingbats
- مجموعة الرموز 9N — ISO 8859-15 لاتيني 9
- مجموعة الرموز 9R — Windows 98 سيريلي (تقريبًا نفسه كـ صفحة كود 1251)
- مجموعة الرموز 9U — Windows 3.0
- مجموعة الرموز 10G — PC-851 لاتيني/يوناني (تقريبًا نفسه كـ صفحة كود 851)
- مجموعة الرموز 10J — PS نص (تقريبًا نفسه كـ أدوبي ستاندرد)
- مجموعة الرموز 10L — PS ITC Zapf Dingbats (تقريبًا نفسه كـ Adobe Dingbats)
- مجموعة الرموز 10N — ISO 8859-5 لاتيني/سيريلي (إصدار 1988 — IR 144)
- مجموعة الرموز 10R — PC-855 سيريلي (تقريبًا نفسه كـ صفحة كود 855)
- مجموعة الرموز 10T — Teletex
- مجموعة الرموز 10U — PC-8 (تقريبًا نفسه كـ صفحة كود 437؛ تم ترميزها بواسطة IBM كـ صفحة كود 1057)
- مجموعة الرموز 10V — CP-864 (تقريبًا نفسه كـ صفحة كود 864)
- مجموعة الرموز 11G — CP-869 (تقريبًا نفسه كـ صفحة كود 869)
- مجموعة الرموز 11J — PS ISO لاتيني-1 (تقريبًا نفسه كـ Adobe Latin-1)
- مجموعة الرموز 11N — ISO 8859-6 لاتيني/عربي
- مجموعة الرموز 12G — PC لاتيني/يوناني (تقريبًا نفسه كـ صفحة كود 737)
- مجموعة الرموز 12J — MC نص (تقريبًا نفسه كـ ماكنتوش روماني)
- مجموعة الرموز 12N — ISO 8859-7 لاتيني/يوناني
- مجموعة الرموز 12R — PC غوسط (تقريبًا نفسه كـ PC GOST Main)
- مجموعة الرموز 12U — PC-850 لاتيني 1 (تقريبًا نفسه كـ صفحة كود 850)
- مجموعة الرموز 13J — Ventura دولي
- مجموعة الرموز 13R — PC بلغاري (تقريبًا نفسه كـ MIK)
- مجموعة الرموز 13U — PC-858 لاتيني 1 + € (تقريبًا نفسه كـ صفحة كود 858)
- مجموعة الرموز 14J — Ventura الولايات المتحدة
- مجموعة الرموز 14L — Windows Dingbats
- مجموعة الرموز 14P — ABICOMP دولي (تقريبًا نفسه كـ ABICOMP)
- مجموعة الرموز 14R — PC أوكراني (تقريبًا نفسه كـ RUSCII)
- مجموعة الرموز 15H — PC-862 إسرائيل (تقريبًا نفسه كـ صفحة كود 862)
- مجموعة الرموز 16U — PC-857 لاتيني 5 (تقريبًا نفسه كـ صفحة كود 857)
- مجموعة الرموز 17U — PC-852 لاتيني 2 (تقريبًا نفسه كـ صفحة كود 852)
- مجموعة الرموز 18N — صيغة التحويل الموحد-8
- مجموعة الرموز 18U — PC-853 لاتيني 3 (تقريبًا نفسه كـ صفحة كود 853)
- مجموعة الرموز 19L — Windows 98 بحر البلطيق (تقريبًا نفسه كـ صفحة كود 1257)
- مجموعة الرموز 19M — Windows رمز
- مجموعة الرموز 19U — Windows 3.1 لاتيني 1 (تقريبًا نفسه كـ صفحة كود 1252)
- مجموعة الرموز 20U — PC-860 البرتغال (تقريبًا نفسه كـ صفحة كود 860)
- مجموعة الرموز 21U — PC-861 أيسلندا (تقريبًا نفسه كـ صفحة كود 861)
- مجموعة الرموز 23U — PC-863 كندا - فرنسي (تقريبًا نفسه كـ صفحة كود 863)
- مجموعة الرموز 24Q — PC-بولندي مازوفيا (تقريبًا نفسه كـ Mazovia encoding)
- مجموعة الرموز 25U — PC-865 دنمارك/النرويج (تقريبًا نفسه كـ صفحة كود 865)
- مجموعة الرموز 26U — PC-775 لاتيني 7 (تقريبًا نفسه كـ صفحة كود 775)
- مجموعة الرموز 27Q — PC-8 PC نوفا (تقريبًا نفسه كـ [PC Nova])
- مجموعة الرموز 27U — PC لاتفي روسي (المعروفة أيضًا بـ 866-لاتفي)
- مجموعة الرموز 28U — PC ليتواني/روسي (تقريبًا نفسه كـ صفحة كود 774)
- مجموعة الرموز 29U — PC-772 ليتواني/روسي (تقريبًا نفسه كـ صفحة كود 772)

## صفحات الرموز من مزودين آخرين
هذه صفحات الرموز هي تخصيصات مستقلة من قبل مزودين من طرف ثالث. بما أن صفحة الرموز الأصلية لجهاز الكمبيوتر IBM PC (الرقم 437) لم تكن مصممة في الأصل للاستخدام الدولي، فقد ظهرت عدة متغيرات جزئية متوافقة بشكل خاص مع البلدان أو المناطق.
تخصيصات أرقام هذه الصفحات غير رسمية سواء من IBM أو من Microsoft، ولا يتم الإشارة إلى معظمها كمجموعة أحرف قابلة للاستخدام من قبل IANA. الأرقام المخصصة لهذه الصفحات عشوائية وقد تتداخل مع الأرقام المسجلة التي تستخدمها IBM أو Microsoft. قد يسبق بعضها إضافة تبديل صفحات الرموز في DOS 3.3.
- 100 – خط DOS العبري للأجهزة (ليس من IBM؛ إم إس-دوس)[34]
- 111 – DOS اليوناني (ليس من IBM؛ إم إس-دوس[35][36][37])
- 112 – DOS التركي (ليس من IBM؛ AST Premium Exec DOS 5.0[35][36][37])
- 113 – DOS اليوغوسلافي (ليس من IBM؛ AST Premium Exec DOS 5.0[35][36][37])
- 151 – DOS نافيثا العربي (ليس من IBM؛ إم إس-دوس)
- 152 – DOS نافيثا العربي (ليس من IBM؛ إم إس-دوس)
- 161 – DOS اللغة العربية (ليس من IBM؛ إم إس-دوس)[34]
- 162 – DOS العربي مع الحركات (ليس من IBM؛ ADOS)
- 163 – DOS العربي والفرنسي (ليس من IBM؛ ADOS)[34]
- 164 – DOS العربي والفرنسي مع الحركات (ليس من IBM؛ ADOS)
- 165 – DOS العربي (864 موسع) (ليس من IBM؛ ADOS)[34]
- 166 – IBM العربي PC (ADOS)[34]
- 190 – DEC DOS الألماني (يبدو أنه مطابق لصفحة الرموز 437)
- 210 – DEC DOS اليوناني (طابعات NEC Jetmate)
- 220 – DEC DOS الإسباني (ليس من IBM)
- 489 – التشيكوسلوفاكي [برنامج OCR 1993]
- 620 – DOS البولندي (مازوفيا) (ليس من IBM)
- 667 – DOS البولندي (مازوفيا) (ليس من IBM)
- 668 – DOS البولندي (ليس من IBM)
- 706 – MS-DOS سيرفر عربي ساخر (ليس من IBM؛ إم إس إكس من إم إس إكس أجهزة الكمبيوتر)
- 707 – MS-DOS عربي ساخر (ليس من IBM؛ إم إس إكس من إم إس إكس أجهزة الكمبيوتر)
- 709 – MS-DOS عربي (ترميز آزمو 449/BCON V4)
- 710 – MS-DOS عربي (عربي شفاف)
- 711 – MS-DOS عربي نافيثا المحسن (ليس من IBM)
- 714 – MS-DOS عربي ساكر (ليس من IBM)
- 715 – MS-DOS عربي APTEC (ليس من IBM)
- 721 – MS-DOS عربي نافيثا الدولي (ليس من IBM)
- 768 – عربي آل-عربي (ليس من IBM)
- 770 – DOS إستوني، لاتفيا، ليتوانيا[38] (من برنامج ليتوانيا ليكا؛[39] معيار ليتوانيا الوطني RST 1095-89)
- 771 – DOS ليتوانيا/سيريلية — KBL[40] (من برنامج ليتوانيا ليكا[39])
- 772 – DOS ليتوانيا/سيريلية[41] (من برنامج ليتوانيا ليكا؛[39] معيار ليتوانيا الوطني LST 1284:1993؛ تم اعتماده من IBM كـ صفحة الرموز 1119)
- 773 – DOS لاتيني-7 — KBL (من برنامج ليتوانيا ليكا)
- 774 – DOS ليتوانيا[42] (من برنامج ليتوانيا ليكا؛[39] معيار ليتوانيا الوطني LST 1283:1993؛ تم اعتماده من IBM كـ صفحة الرموز 1118)
- 775 – DOS لاتيني-7 محيط البلطيق (من برنامج ليتوانيا ليكا؛[39] معيار ليتوانيا الوطني LST 1590-1؛ تم اعتماده من IBM و Microsoft كصفحة الرموز 775)
- 776 – DOS ليتوانيا (موسع CP770)[43] (من برنامج ليتوانيا ليكا[39])
- 777 – DOS ليتوانيا مع الحروف المائلة (قديم) (موسع CP773) — KBL[43] (من برنامج ليتوانيا ليكا[39])
- 778 – DOS ليتوانيا مع الحروف المائلة (موسع CP775)[43] (من برنامج ليتوانيا ليكا[39])
- 790 – DOS البولندي (مازوفيا) مع علامات الاقتباس المنحنية
- 854 – الإسباني[6][44]
- 881 – لاتيني 1 (ليس من IBM؛ AST Premium Exec DOS 5.0[35][36][37]) (ID متعارض مع IBM EBCDIC 881)
- 882 – لاتيني 2 (ISO 8859-2) (ليس من IBM؛ نفس صفحة الرموز 912؛ AST Premium Exec DOS 5.0[35][36][37]) (ID متعارض مع IBM EBCDIC 882)
- 883 – لاتيني 3 (ليس من IBM؛ AST Premium Exec DOS 5.0[35][36][37]) (ID متعارض مع IBM EBCDIC 883)
- 884 – لاتيني 4 (ليس من IBM؛ AST Premium Exec DOS 5.0[35][36][37]) (ID متعارض مع IBM EBCDIC 884)
- 885 – لاتيني 5 (ليس من IBM؛ AST Premium Exec DOS 5.0[35][36][37]) (ID متعارض مع IBM EBCDIC 885)
- 895 – التشيكية (كامينسكي), (ليس من IBM؛ ID متعارض مع IBM CP895 — 7-bit EUC الياباني روماني)
- 896 – DOS البولندي (مازوفيا) (ليس من IBM؛ ID متعارض مع IBM CP896 — 7-bit EUC الياباني كاتاكانا)
- 900 – DOS روسي (روسية MS-DOS 5.0 LCD.CPI)
- 928 – اليوناني (على طابعات Star[45]); نفس معيار اليونان الوطني ELOT 928 (ليس من IBM؛ ID متعارض مع IBM CP928 — الصينية المبسطة DBCS)
- 966 – سعودي (ليس من IBM)
- 972 – عبري (VT100) (ليس من IBM)
- 991 – DOS البولندي (مازوفيا) (ليس من IBM)
- 999 – DOS سيربو-كرواتي I (ليس من IBM); أيضًا يعرف باسم PC Nova و CroSCII؛ الجزء السفلي هو JUSI.B1.002، الجزء العلوي هو صفحة الرموز 437; يدعم اللغة السلوفينية واللغة الصربية الكرواتية (الخط اللاتيني)
- 1001 – عربي (على طابعات Star[45] printers) (ليس من IBM؛ ID متعارض مع IBM CP1001 — MICR)
- 1261 – ويندوز كوري IBM-1261 LMBCS-17، مشابه ل1363
- 1270 – ويندوز سامي
- 1300 – ANSI [PTS-DOS 6.70، وليس 6.51] (ليس من IBM؛ ID متعارض مع IBM EBCDIC 1300 — باركود عام/OCR-B)
- 2001 – ليتوانيا KBL (على طابعات Star[45]); نفس صفحة الرموز 771
- 3001 – إستوني 1 (على طابعات Star[45]); نفس صفحة الرموز 1116
- 3002 – إستوني 2 (على طابعات Star[45]); نفس صفحة الرموز 922
- 3011 – لاتفيا 1 (على طابعات Star[45]); نفس صفحة الرموز 437-لاتفيا
- 3012 – لاتفيا-2 (على طابعات Star[45]); نفس صفحة الرموز 866-لاتفيا (معيار لاتفيا الوطني RST 1040-90)
- 3021 – بلغارية (على طابعات Star[45]); نفس MIK
- 3031 – عبري (على طابعات Star[45]); نفس صفحة الرموز 862
- 3041 – مالطية (على طابعات Star[45]); نفس ISO 646 مالطية
- 3840 – IBM-روسيا (على طابعات Star[45]); قريب من CP 866
- 3841 – GOST-روسيا (على طابعات Star[45]); GOST 13052 بالإضافة إلى أحرف للغات آسيا الوسطى
- 3843 – بولندية (على طابعات Star[45]); نفس مازوفيا
- 3844 – CS2 (على طابعات Star[45]); نفس كامينسكي
- 3845 – هنغارية (على طابعات Star[45]); نفس CWI-2
- 4001 – البريد الإلكتروني/توزيع محتوى حروف سريع
- 4004 – المتغير النادر CP1361[46]

## قائمة تخصيصات صفحات الرموز
قائمة تخصيصات صفحات الرموز المعروفة (غير مكتملة):
| ID            | الأسماء       | الوصف                             | الأصل                | النظام الأساسي | DOS  | OS/2 | ويندوز | ماك | غير ذلك | الترميز    | التعليق                                         |
| ------------- | ------------- | --------------------------------- | -------------------- | -------------- | ---- | ---- | ------ | --- | ------- | ---------- | ----------------------------------------------- |
| 0             | —             | محجوز                             | آي بي إم، مايكروسوفت | —              | 3.3+ | 1.0+ | —      | —   | —       |            | استخدام نظام التشغيل الداخلي                    |
| 437           | CP437, IBM437 | بي سي يو سي                       | IBM                  | آي بي إم بيسي  | 3.3+ | 1.0+ | نعم    | —   | نعم     | 8-bit SBCS |                                                 |
| 57344 - 61439 | —             | مشتقات الاستخدام الخاص            | آي بي إم             | —              | —    | —    | —      | —   | —       | متنوع      | تعريفات صفحة رموز الاستخدام الخاص (E000h-EFFFh) |
| 65280 - 65533 | —             | تعريفات صفحة رموز الاستخدام الخاص | آي بي إم             | —              | —    | —    | —      | —   | —       | متنوع      | تعريفات صفحة رموز الاستخدام الخاص (FF00h-FFFDh) |
| 65534         | —             | محجوز                             | آي بي إم، مايكروسوفت | —              | —    | —    | —      | —   | —       | متنوع      | استخدام نظام التشغيل الداخلي (FFFEh)            |
| 65535         | —             | محجوز                             | آي بي إم، مايكروسوفت | —              | 3.3+ | 1.0+ | —      | —   | —       | متنوع      | استخدام نظام التشغيل الداخلي (FFFFh)            |

## الانتقادات
تعاني العديد من ترميزات الحروف القديمة (على عكس يونيكود) من عدة مشاكل. بعض الموردين يوثقون بشكل غير كافٍ معنى جميع قيم نقاط الرموز في صفحات الرموز الخاصة بهم، مما يقلل من موثوقية التعامل مع البيانات النصية بشكل ثابت عبر أنظمة الكمبيوتر المختلفة. بعض الموردين يضيفون امتدادات ملكية إلى صفحات الرموز المعروفة، لإضافة أو تغيير قيم نقاط الرموز المحددة: على سبيل المثال، البايت 0x5C في Shift JIS يمكن أن يمثل إما مائلة معاكسة أو علامة الين حسب النظام الأساسي. أخيرًا، من أجل دعم العديد من اللغات في برنامج لا يستخدم Unicode، يجب تخزين صفحة الرموز المستخدمة لكل سلسلة/وثيقة.
قد تقوم التطبيقات أيضًا بتسمية النص بشكل خاطئ في ويندوز-1252 على أنه آيزو-8859-1. الفرق الوحيد بين هاتين الصفحتين هو أن قيم نقاط الرموز في النطاق 0x80 – 0x9F، التي يستخدمها ISO-8859-1 لرموز التحكم، تُستخدم بدلاً من ذلك كحروف قابلة للطباعة إضافية في ويندوز-1252 –  خاصة لعلامتا تنصيص، علامة اليورو ورمز العلامة التجارية من بين أمور أخرى. المتصفحات على الأنظمة غير ويندوز قد تظهر مربعات فارغة أو علامات استفهام لهذه الرموز، مما يجعل النص صعب القراءة. قامت معظم المتصفحات بتصحيح ذلك عن طريق تجاهل مجموعة الرموز وتفسيرها كـ ويندوز-1252 لتبدو مقبولة. في HTML5، يُعتبر التعامل مع ISO-8859-1 كـ ويندوز-1252 معيارًا من معايير رابطة الشبكة العالمية. على الرغم من أن المتصفحات عادة ما كانت مبرمجة للتعامل مع هذا السلوك، إلا أن هذا لم يكن صحيحًا دائمًا بالنسبة للبرمجيات الأخرى. نتيجة لذلك، عند تلقي نقل ملف من نظام ويندوز، كانت الأنظمة غير ويندوز إما تتجاهل هذه الرموز أو تعاملها كرموز تحكم قياسية وتحاول اتخاذ الإجراء المحدد وفقًا لذلك.
نظرًا للتوثيق الواسع لـ يونيكود، ومجموعة الحروف الكبيرة، وسياسة استقرار الحروف، نادرًا ما تكون المشاكل المذكورة أعلاه مصدر قلق لـ Unicode. صيغة التحويل الموحد-8 (التي يمكنها ترميز أكثر من مليون نقطة رمز) قد حلت محل طريقة صفحة الرموز من حيث الشعبية على الإنترنت.

## صفحات الرموز الخاصة
عندما لم تجد المستخدمين، في بداية تاريخ الحواسيب الشخصية، أن احتياجاتهم من ترميز الحروف قد تم تلبيتها، تم إنشاء صفحات رموز خاصة أو محلية باستخدام أدوات إنهاء الإقامة والبقاء أو عن طريق إعادة برمجة النظام الأساسي للإدخال والإخراج ذاكرة القراءة فقط القابلة للبرمجة والمسحs. في بعض الحالات، تم اختراع أرقام صفحات رموز غير رسمية (على سبيل المثال، CP895).
عندما أصبح دعم مجموعات الحروف المتنوعة متاحًا، فإن معظم هذه الصفحات الرمزية سقطت في حالة استخدام غير متداول، مع بعض الاستثناءات مثل الترميز الكامينسكي أو ترميز KEYBCS2 لأبجديات التشيكية والسلوفاكية. مجموعة أخرى من الحروف هي نظام ترميز إيران التي تم إنشاؤها من قبل شركة إيران سيستم لدعم اللغة الفارسية. تم استخدام هذا المعيار في إيران في البرامج المعتمدة على DOS، وبعد إدخال صفحة الرموز 1256 من مايكروسوفت أصبح هذا المعيار قديمًا. ومع ذلك، لا يزال بعض برامج ويندوز ودوس التي تستخدم هذا الترميز قيد الاستخدام، ولا تزال بعض الخطوط في Windows تدعم هذا الترميز.
من أجل تجاوز هذه المشكلات، خصصت ترميز المحارف المستوى 2 نطاقات من معرّفات صفحات الرموز لتخصيصات المستخدم الخاصة أو الاستخدام الخاص. كلما تم استخدام هذه المعرّفات الخاصة بصفحات الرموز، يجب على المستخدم عدم افتراض أنه يمكن استنساخ نفس الوظائف والمظهر في تكوين نظام آخر أو على جهاز آخر أو نظام آخر ما لم يولي المستخدم اهتمامًا خاصًا لهذا الأمر.
النطاق 57344-61439 (E000h-EFFFh) محجوز رسميًا لصفحات الرموز القابلة للتخصيص من قبل المستخدم (أو في سياق ترميز المحارف، CCSIDs)، بينما النطاق 65280-65533 (FF00h-FFFDh) محجوز لأي تخصيصات "استخدام خاص" قابلة للتخصيص من قبل المستخدم.
على سبيل المثال، قد يصبح نوع غير مسجل مخصص من صفحة الرموز 437 (1B5h) أو 28591 (6FAF) 57781 (E1B5h) أو 61359 (EFAFh)، على التوالي، لتجنب النزاعات المحتملة مع تخصيصات أخرى والحفاظ على المنطق العددي الداخلي أحيانًا في تخصيصات صفحات الرموز الأصلية. قد تحتوي صفحة رمز خاصة غير مسجلة، غير قائمة على صفحة رمز موجودة، أو صفحة رمز خاصة بالجهاز مثل خط طابعة، التي تحتاج فقط إلى معالج منطقي لتصبح قابلة للوصول من قبل النظام، أو خط تحميل يتغير بشكل متكرر، أو رقم صفحة رمز له معنى رمزي في البيئة المحلية على تخصيص في النطاق الخاص مثل 65280 (FF00h).
معرّفات صفحات الرموز 0 و 65534 (FFFEh) و 65535 (FFFFh) محجوزة للاستخدام الداخلي من قبل أنظمة التشغيل مثل DOS ويجب ألا يتم تخصيصها إلى أي صفحات رموز محددة.

## الروابط الخارجية
- معجم IBM CDRA
- صفحات رموز IBM على موقع واي باك مشين (نسخة محفوظة 2016-02-05)
- صفحات رموز IBM حسب مخطط الترميز على موقع واي باك مشين (نسخة محفوظة 2009-09-06)
- معلومات IBM/ICU Charset
- معرّفات صفحات الرموز من Microsoft (تحتوي قائمة Microsoft فقط على صفحات الرموز المستخدمة فعلاً من قبل التطبيقات العادية على Windows. انظر أيضًا قائمة تورستن موهرين للحصول على القائمة الكاملة لصفحات الرموز المدعومة)
- قائمة مختصرة من Microsoft تحتوي فقط على صفحات الرموز ANSI و OEM مع روابط لمزيد من التفاصيل عن كل منها على موقع واي باك مشين (نسخة محفوظة 2012-10-23)
- مجموعات الحروف وصفحات الرموز بضغطة زر
- أمر Chcp من Microsoft: عرض وتحديد صفحة الرموز النشطة في وحدة التحكم